# Ашрама
Ашра́ма (санскр. आश्रम, IAST: āśrama) или ашрам — одна из четырёх ступеней духовного развития в индуизме. Система ашрамов представляет собой четыре стадии в жизни человека. Она обстоятельно изложена в «Ману-смрити» и других писаниях индуизма. В индуизме принято считать, что система ашрамов ведёт к осуществлению четырёх пурушартх — основных целей жизни, а именно дхармы, артхи, камы и мокши.

## Ашрамы
Согласно системе ашрамов, человеческая жизнь делится на четыре равных периода. Средняя продолжительность жизни принимается как 100 лет и, соответственно, каждый жизненный период составляет 25 лет. Целью на каждой ступени является духовное развитие через выполнение предписанных обязанностей определённого ашрама.
| Ашрам                        | Возраст | Описание |
| ---------------------------- | ------- | --- |
| Брахмачарья (жизнь ученика)  | 0-24    | Жизнь под руководством гуру, посвящённая приобретению знаний, практике самоконтроля и полового воздержания, обучению действовать в согласии с принципами дхармы и практике медитации. |
| Грихастха (семейная жизнь)   | 25-49   | Создание семьи, рождение детей, выполнение обязанностей домохозяина и служение святым личностям                                                                                       |
| Ванапрастха (уход от дел)    | 50-74   | После выполнения семейного долга человек постепенно оставляет все свои мирские обязанности, подготавливаясь к конечной стадии — полному отречению от мира.                            |
| Санньяса (жизнь в отречении) | 75-100  | Уход от мирских дел, полное посвящение духовному развитию, практика медитации, подготовка к смерти и достижению мокши (освобождения).                                                 |